# Petra Nagenkögel

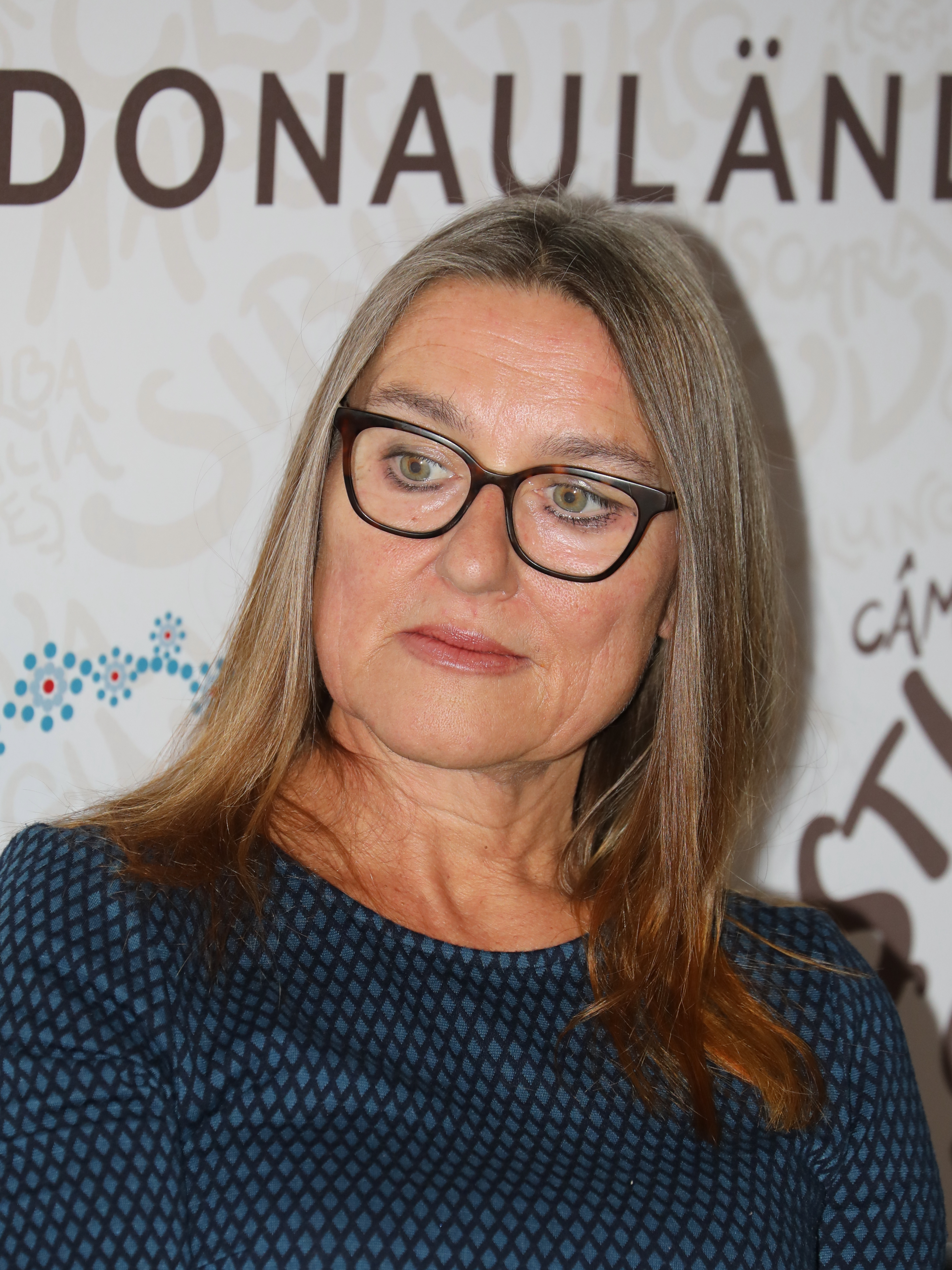
Petra Nagenkögel

Petra Nagenkögel (* 1. August 1968 in Linz) ist eine österreichische Schriftstellerin.
Nagenkögel studierte Germanistik, Geschichte und Philosophie in Salzburg. Seit 1996 ist sie Geschäftsführerin des literarischen Vereins prolit im Literaturhaus Salzburg und lebt in Wien.

## Würdigungen
- 1995 Literaturpreis „freies lesen“
- 1996 Talentförderungsprämie des Landes Oberösterreich
- 1997 Kulturförderungsstipendium der Stadt Linz
- 1999 Jahresstipendium für Literatur des Landes Salzburg
- 1999 Stadtschreiberin in Schwaz, Tirol
- 2002 3. Preis der Floriana
- 2004/2005 Staatsstipendium
- 2004 Aufenthaltsstipendium im Egon Schiele Art Centrum, Český Krumlov, Tschechien
- 2004 Georg-Trakl-Förderungspreis für Lyrik des Landes Salzburg
- 2005 Grand Price for European Poetry der Internationalen Akademie Curtea de Argeș, Rumänien
- 2005 Stadtschreiberin in St. Johann in Tirol
- 2005/2006 Aufenthaltsstipendium des Landes Salzburg in Mexiko-Stadt
- 2006 Aufenthaltsstipendium im Egon Schiele Art Centrum, Český Krumlov, Tschechien
- 2007/2008 Staatsstipendium
- 2011 Jubiläumsstipendium der Literar-Mechana
- 2016 Jahresstipendium für Literatur des Landes Salzburg
- 2019 Aufenthaltsstipendium des Landes Salzburg in Drohobych (Ukraine)
- 2019 Jubiläumsstipendium der Literarmechana
- 2022 Alois Vogel Literaturpreis
- 2022 Aufenthaltsstipendium im Schiele Art Centrum, Český Krumlov, Tschechien

## Werke
- Dahinter der Osten. Roman. Residenz Verlag, Salzburg 2002, ISBN 3-7017-1257-3.
- Frauen. Anagramme. Gedichte. Hrsg. von Agnes Husslein-Arco. Erschien zur Ausstellung „pablo picasso frauen“ im Museum der Moderne Salzburg, Mönchsberg, 12. März – 29. Mai 2005.  Bibliothek der Provinz, Weitra 2005, ISBN 3-85252-642-6.
- da die bäume, die sprache, ein schlaf. Anagramme. Mit Bildern von Karl Hackl. Otto Müller Verlag, Salzburg 2012, ISBN 978-3-7013-1195-8.
- Dort. Geographie der Unruhe. Jung und Jung, Salzburg 2019, ISBN 978-3-99027-231-2.

Herausgeberin:
- Es gibt in Syrien keine dicken Katzen. Bilder und Texte jugendlicher Flüchtlinge. Prolit – Verein zur Förderung von Literatur / Ed. Eizenbergerhof, Salzburg 2013, ISBN 978-3-901243-39-4.
- Heute habe ich zugesehen, wie eine Lok mein Leben verschiebt. Texte und Bilder psychisch beeinträchtigter Menschen. Edition Eizenbergerhof, Salzburg 2017, ISBN 978-3-901243-43-1.
- In Gedanken bin ich frei. Bilder und Texte jugendlicher Strafgefangener. Edition Eizenbergerhof 2013, ISBN 978-3-901243-41-7